# Miopipus
Miopipus is een uitgestorven monotypisch geslacht van krabben in de familie Carcinidae . De soort werd beschreven uit het Langhien, een tijdsnede in het Mioceen.

## Soorten
Het geslacht Miopipus telt slechts één soort :
- Miopipus pygmeus (Brocchi, 1883)